# Trump Tower At Century City
La Trump Tower At Century City est un gratte-ciel résidentiel de 251 mètres construit en 2017 à Makati aux Philippines. 